# Aldea del Rey
Aldea del Rey ist ein zentralspanischer Ort und eine Gemeinde (municipio) mit 1.577 Einwohnern (Stand: 2024) im Zentrum der Provinz Ciudad Real in der autonomen Region Kastilien-La Mancha. 

## Lage und Klima
Aldea del Rey liegt in der weitgehend ebenen und wasserarmen Landschaft von La Mancha knapp 35 Kilometer (Fahrtstrecke) südsüdöstlich der Provinzhauptstadt Ciudad Real bzw. ca. 220 km südsüdwestlich von Madrid in einer Höhe von ca. 665 m. An der Nordostgrenze der Gemeinde fließt der Jabalón. 
Das Klima ist gemäßigt bis heiß; der eher spärliche Regen (ca. 434 mm/Jahr) fällt – mit Ausnahme der zumeist eher trockenen Sommermonate – verteilt übers Jahr.

## Bevölkerungsentwicklung
| Jahr      | 1970 | 1981 | 1991 | 2001 | 2011 | 2021 |
| Einwohner | 3282 | 2521 | 2370 | 2168 | 1969 | 1598 |

Trotz der Mechanisierung der Landwirtschaft, der Aufgabe bäuerlicher Kleinbetriebe („Höfesterben“) und dem daraus resultierenden Verlust von Arbeitsplätzen ist die Einwohnerzahl der Gemeinde in der zweiten Hälfte des 20. Jahrhunderts nur leicht gesunken.

## Sehenswürdigkeiten
- archäologische Fundstätten
- Konvent der Burg (Castillo de Calatrava la Nueva)
- Palacio de la Clavería
- Georgskirche
- Marienkirche

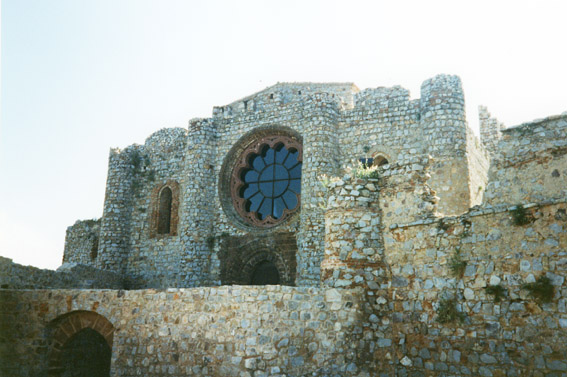
Castillo de Calatrava la Nueva (Konvent)
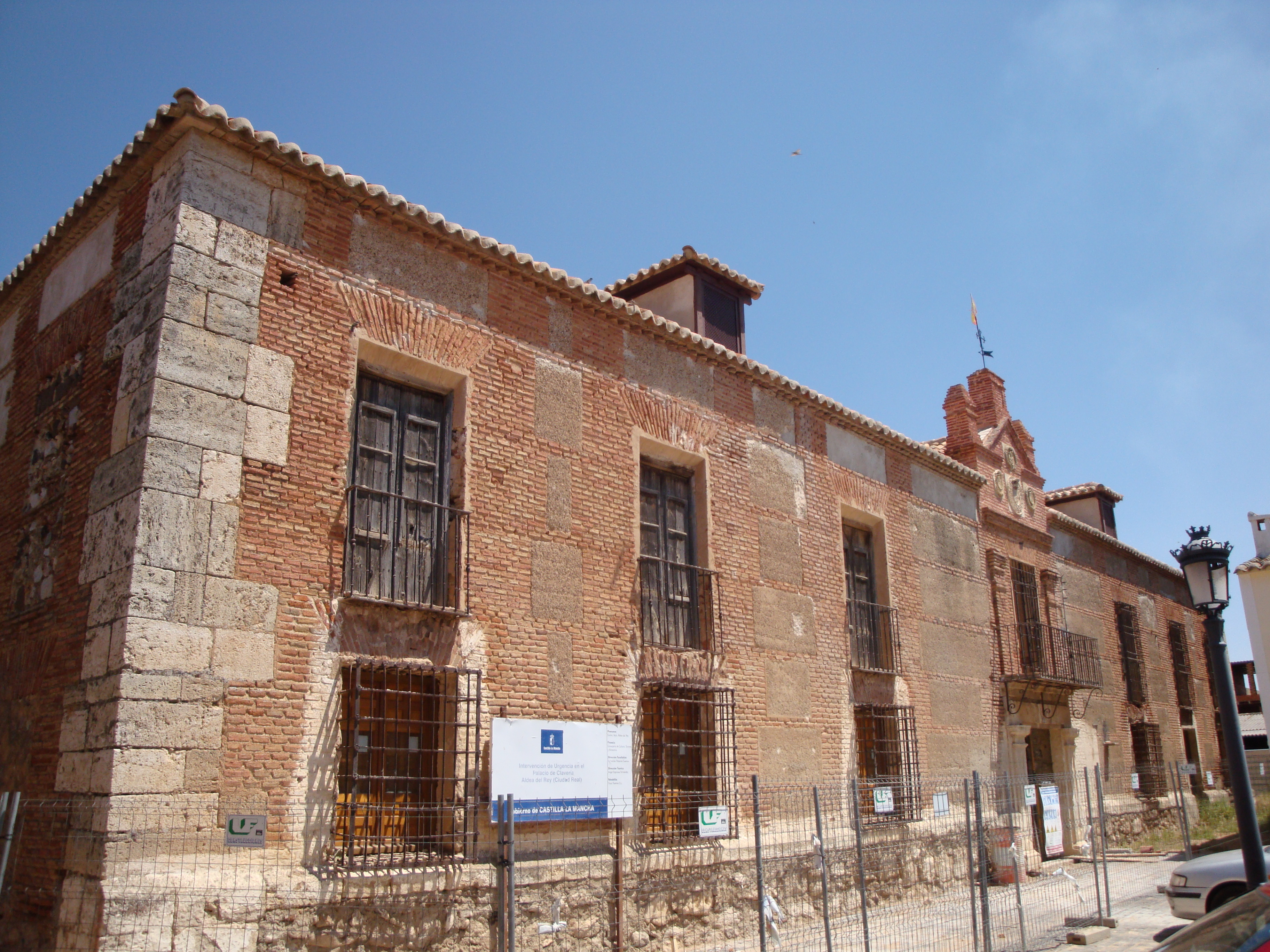
Palacio de la Clavería